# Tom Ransley
Thomas Matthew "Tom" Ransley, MBE (Ashford, 6 de setembro de 1985) é um remador britânico, campeão olímpico.

## Carreira
Ransley competiu nos Jogos Olímpicos de 2012 e 2016. Em sua primeira aparição, em Londres, conquistou a medalha de bronze com a equipe da Grã-Bretanha no oito com. Quatro anos depois, no Rio de Janeiro, competiu na mesma prova e obteve a medalha de ouro.